# Administrativní budova státních orgánů
Administrativní budova státních orgánů (slovensky Administratívna budova štátnych orgánov, zkráceně ABŠO) v Považské Bystrici je výšková budova postavená v letech 1968-78 architektem Ivanem Melišem a statikem Severinem Ďurišem. Je postavena z oceli, skla a železobetonu. Budova má celkem 12 podlaží. Díky svému architektonickému a technickému řešení je zahrnuta v programu Docomomo a zapsaná v seznamu pamětihodností města.